# Робейсі Рамірес
Робейсі Рамірес  (ісп. Robeisy Ramírez, 20 грудня 1993) — кубинський професійний боксер, дворазовий олімпійський чемпіон (2012 та 2016), чемпіон світу за версією WBO в напівлегкій вазі (2023).

## Любительська кар'єра
На чемпіонаті світу 2010 року для юніорів (до 19 років) в Баку зайняв 1 місце в категорії до 54 кг.
2011 року зайняв 2 місце на традиційному турнірі Странджа в Болгарії в категорії до 52 кг.
На чемпіонаті світу 2011 року в Баку у 1/16 достроково переміг (у 2 раунді) непальця Судеша Манандара, але у 1/8 програв росіянину Міші Алояну з рахунком 11-15. Кваліфікувався на Літні Олімпійські ігри 2012 в категорії до 52 кг. 

### Олімпійські ігри 2012
- 1/16 фіналу. Переміг Кацукі Суса (Японія) — 19-7
- 1/8 фіналу. Переміг Чатчая Бутді (Таїланд) — 22-10
- 1/4 фіналу. Переміг Ендрю Селбі (Велика Британія) — 16-11
- 1/2 фіналу. Переміг Майкла Конлена (Ірландія) — 20-10
- Фінал. Переміг Нямбаярина Тегсцогта (Монголія) — 17-14

На чемпіонаті світу 2013 переміг Чжана Цзявея (Китай) і Арама Авагяна (Вірменія), а в 1/4 фіналу програв Кайрату Єралієву (Казахстан) — 0-3.
У 2013 - 2016 роках у складі новоствореної команди "Кубинські приборкувачі" брав участь у Світовій серії боксу. Разом з командою ставав переможцем четвертого і шостого сезонів, у п'ятому сезоні команда програла у фіналі.
У червні 2016 року на ліцензійному турнірі в Баку програв у напівфіналі українцю Миколі Буценко 0-3, але отримав олімпійську ліцензію в категорії до 56 кг.

### Олімпійські ігри 2016
- 1/16 фіналу. Переміг Шива Тапа (Індія) — 3-0
- 1/8 фіналу. Переміг Мохаммеда Хамута (Марокко) — 2-1
- 1/4 фіналу. Переміг Чжана Цзявея (Китай) — 3-0
- 1/2 фіналу. Переміг Муроджона Ахмадалієва (Узбекистан) — 3-0
- Фінал. Переміг Шакура Стівенсона (США) — 2-1

## Професіональна кар'єра
У липні 2018 року у Мексиці Робейсі самовільно залишив тренувальний табір "Кубинських приборкувачів", які готувалися до фіналу восьмого сезона Світової серії боксу. 2019 року підписав контракт із Top Rank Promotions.
10 серпня 2019 року невдало дебютував в профі у напівлегкій вазі, сенсаційно програвши розділеним рішенням у 4-раундовому бою американському джорнімену Адану Гонсалесу — 38-37, 35-40, 36-39.

В наступних боях протягом 2019—2022 років здобув 11 перемог поспіль над джорніменами.
1 квітня 2023 року зустрівся в бою з ексчемпіоном світу Ісааком Догбо (Гана). Хоча спочатку бій був запланований як поєдинок за проміжний титул, 9 лютого 2023 року цей бій був підвищений до чемпіонського бою після того, як чинний чемпіон WBO у напівлегкій вазі Емануель Наваррете звільнив пояс, завоювавши чемпіонський титул у вищій категорії. Здобувши перемогу одностайним рішенням, кубинець завоював вакантний титул чемпіона світу.
25 липня 2023 року в першому захисті переміг нокаутом у п'ятому раунді Сімідзу Сатосі (Японія), а 9 грудня 2023 року, незважаючи на те, що надіслав в нокдаун суперника на початку п'ятого раунду, поступився рішенням більшості безвісному мексиканцю Рафаелю Еспіносі і втратив титул.
Здобувши перемогу над Брендоном Леоном Бенітесом у 10-раундовому поєдинку, 7 грудня 2024 року Рамірес зустрівся в реванші з Рафаелем Еспінозою і програв технічним нокаутом у шостому раунді.